# Johil·lerita
La johil·lerita és un mineral de la classe dels arsenats, que pertany al grup de l'al·luaudita. Rep el seu nom per P. Keller, H. Hess, i P. Dunn en honor del professor Johannes-Erich Hiller (1911–1972), mineralogista de la Universitat de Stuttgart, Alemanya.

## Característiques
La johil·lerita és un arsenat de fórmula química Na(Mg,Zn)₃Cu(AsO₄)₃. Va ser aprovada com a espècie vàlida per l'Associació Mineralògica Internacional l'any 1980. Cristal·litza en el sistema monoclínic. La seva duresa a l'escala de Mohs és 3.
Segons la classificació de Nickel-Strunz, la johil·lerita pertany a «08.AC: Fosfats, etc. sense anions addicionals, sense H₂O, amb cations de mida mitjana i gran» juntament amb els següents minerals: howardevansita, al·luaudita, arseniopleïta, caryinita, ferroal·luaudita, hagendorfita, maghagendorfita, nickenichita, varulita, ferrohagendorfita, bradaczekita, yazganita, groatita, bobfergusonita, ferrowyl·lieïta, qingheiïta, rosemaryita, wyl·lieïta, ferrorosemaryita, qingheiïta-(Fe2+), manitobaïta, marićita, berzeliïta, manganberzeliïta, palenzonaïta, schäferita, brianita, vitusita-(Ce), olgita, barioolgita, whitlockita, estronciowhitlockita, merrillita, tuïta, ferromerrillita, bobdownsita, chladniïta, fil·lowita, johnsomervilleïta, galileiïta, stornesita-(Y), xenofil·lita, harrisonita, kosnarita, panethita, stanfieldita, ronneburgita, tillmannsita i filatovita.

## Formació i jaciments
Es troba a la zona oxidada de dipòsits de sulfurs polimetàl·lics. Va ser descoberta l'any 1980 a la mina Tsumeb, a la Regió d'Otjikoto, Namíbia, on sol trobar-se associada a altres minerals com: tennantita, adamita cúprica, conicalcita i calcocita. També ha estat descrita a Letmathe (Rin del Nord-Westfàlia, Alemanya), i a la fumarola Arsenàtnaia, al volcà Tolbàtxik (óblast de Kamtxatka, Rússia).